# Paul Frotier de Bagneux
Pour les autres membres de la famille, voir Famille  Frotier.
Paul-Zénobie-Louis-Marie Frotier de Bagneux (26 mars 1783, Gouex - 11 décembre 1858, château de la Pélissonnière), est un haut fonctionnaire et homme politique français.

## Biographie
Fils d'un gentilhomme poitevin qui n'émigra pas pendant la Révolution, il fut délégué par son département à Paris lors du sacre de l'empereur. Napoléon, remarquant, dit un biographe, la bonne mine du jeune  Bagneux qui suivait la députation, lui offrit un brevet de lieutenant dans la garde. Son père refusa alors; mais en 1811, il le fit entrer dans la carrière administrative comme auditeur au Conseil d'État. Il fut appelé bientôt, en cette qualité, à faire partie de la commission des magistrats du Rhin, dont les fonctions consistaient à veiller, de la source du fleuve à son embouchure, aux intérêts qui concernaient le cours du Rhin, alors français. Pendant les Cent-Jours, le comte de Bagneux, abandonnant la cause de l'Empire, prit parti dans le soulèvement de la Vendée et assista à l'affaire de Rocheservière, où les Vendéens furent battus par le général Lamarque.
Au retour de Gand, Louis XVIII le nomma sous-préfet de Bourbon-Vendée. Par une ordonnance royale du 17 avril 1816, il devint membre du Conseil général de la Vendée, et, par une autre de 1822, il fut nommé à la préfecture des Côtes-du-Nord, qu'il quitta pour celle de Maine-et-Loire, le 1er novembre 1826. Le 27 février 1827, il fut élu par le collège du département des Côtes-du-Nord, membre de la Chambre des députés. Il y siégea dans les rangs de la majorité royaliste et ministérielle jusqu'en 1830.
Fait chevalier de la Légion d'honneur en 1824 et officier en 1829, il allait être promu à la pairie quand arriva la Révolution de Juillet. Préfet de Maine-et-Loire, il avait fermé l'entrée de la ville d'Angers, le 6 juin 1830 à une immense démonstration en l'honneur des députés de l'opposition, MM. d'Andigné de La Blanchaye et Guilhem. Après juillet, il se rejeta dans le mouvement légitimiste, et quand la duchesse de Berry débarqua sur les côtes de Provence, elle adressa à Bagneux des lettres patentes écrites de sa main, datées de Massa, le 6 mars 1832, où elle le nommait commissaire extraordinaire en la province du Poitou. Lorsque la partie fut perdue, il se tint caché quelque temps pendant que le président du tribunal de Fontenay rendait contre lui une ordonnance qui le déclarait rebelle à la loi. Mais en 1833, il se présenta de lui-même devant le jury de Bourbon-Vendée, qui l'acquitta. Depuis lors, il vécut en dehors des préoccupations politiques.
Gendre de Auguste-Joseph Baude de La Vieuville, il est le père de Louis-Charles-Alfred  Frotier de Bagneux.

## Source
- « Paul Frotier de Bagneux », dans Adolphe Robert et Gaston Cougny, Dictionnaire des parlementaires français, Edgar Bourloton, 1889-1891 [détail de l’édition]